# Кізіярська вулиця (Мелітополь)
Кізіярська вулиця — вулиця в Мелітополі на Червоній Гірці. Йде від вулиці Гоголя до вулиці Брів-ла-Гайард.

## Назва
Вулиця названа на честь сусідньої історичної області Мелітополя Кізіяра.

## Історія
Перша відома згадка вулиці датується 20 грудня 1946.